# Maigret in New York
Maigret in New York (französisch: Maigret à New York) ist ein Kriminalroman des belgischen Schriftstellers Georges Simenon. Er ist der 27. Roman einer Reihe von insgesamt 75 Romanen und 28 Erzählungen um den Kriminalkommissar Maigret. Das Manuskript entstand vom 27. Februar bis 7. März 1946 in Sainte-Marguerite-du-Lac-Masson, Québec. Vom 25. Juni bis 7. August 1946 wurde der Roman in 38 Folgen von der Tageszeitung L’Aurore vorabveröffentlicht. Die Buchausgabe folgte im Juli 1947 beim Verlag Presses de la Cité. Die erste deutsche Übersetzung von Bernhard Jolles erschien 1956 bei Kiepenheuer & Witsch. Im Jahr 1985 publizierte der Diogenes Verlag eine Bearbeitung von Henriette Bonhoeffer.
Einem Millionärssohn, der um das Leben seines Vaters fürchtet, gelingt es, den pensionierten Kriminalkommissar Maigret nach New York zu locken. Dort verschwindet der junge Mann spurlos, während sich der Alte als abweisender Geschäftsmann erweist. Alles in der amerikanischen Metropole ist dem Gast aus Frankreich fremd, doch er beginnt, in der Vergangenheit des Millionärs zu ermitteln, der seinerseits ein französischer Auswanderer ist.

## Inhalt

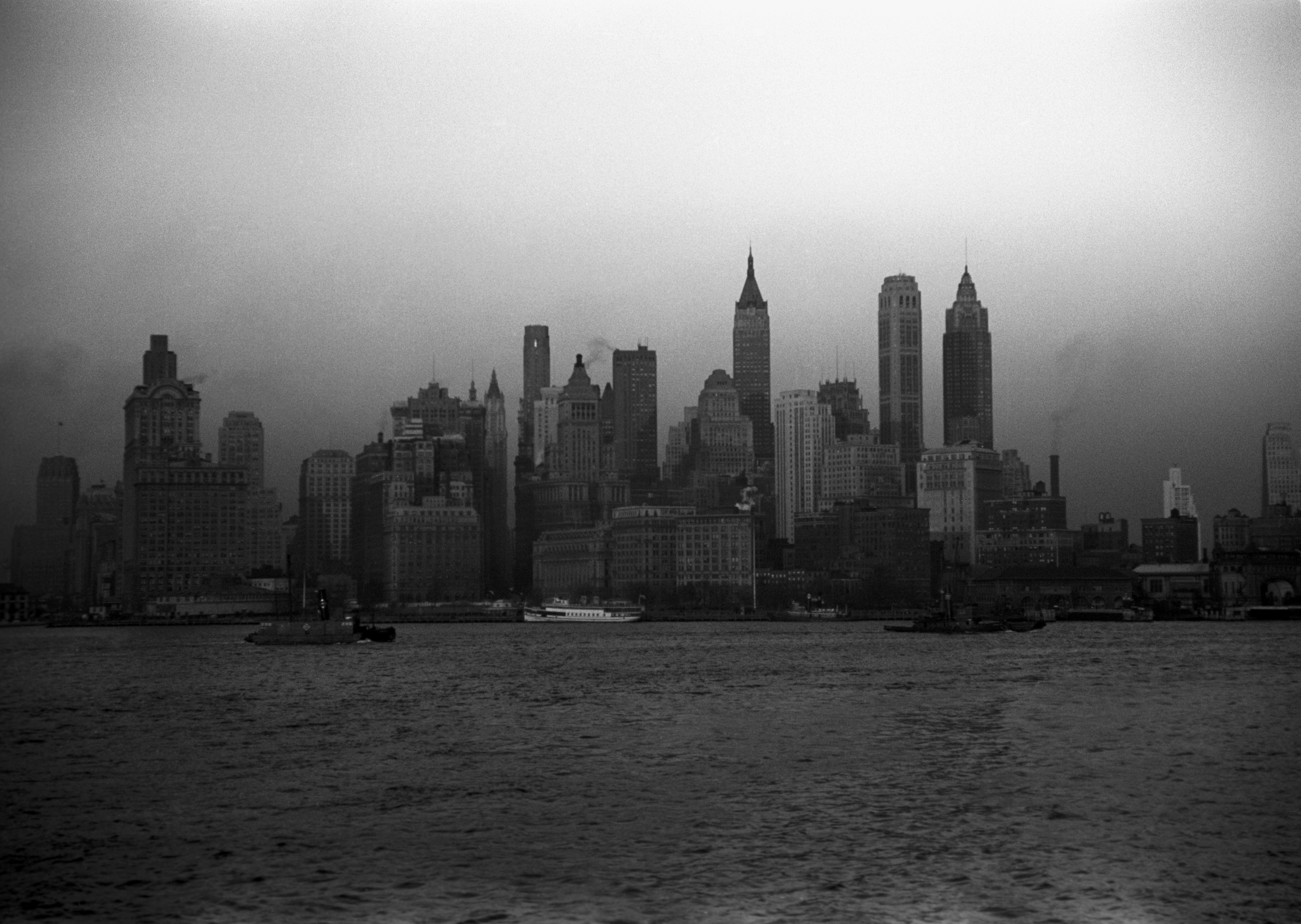
Blick auf Lower Manhattan, Fotografie vom Jack Delano (1941)

Maigret ist 56 Jahre alt und genießt das Leben als Pensionist in Meung-sur-Loire, wo er in seinem Garten arbeitet und in der Dorfgaststätte Karten spielt. Eines Tages wird ein Junge von 19 Jahren namens Jean Maura vorstellig, weil er sich Sorgen um seinen Vater in New York macht: Joachim, genannt „Little John“ Maura, der durch die Produktion von Jukeboxen zum Millionär geworden ist. Mauras französischer Notar d’Hoquélus berichtet von verdächtigen Transaktionen mit denen offensichtlich Geld beiseitegeschafft werden soll. Jean möchte in Amerika nach dem Rechten sehen und hofft auf Unterstützung durch den pensionierten Kriminalkommissar. Ehe er sich versieht, hat Maigret zugesagt und befindet sich auf einer Schiffsüberfahrt auf den amerikanischen Kontinent.
Kaum hat der Dampfer im Hafen von New York angelegt, kommt dem Kommissar sein junger Begleiter abhanden. So begibt er sich ins Hotel Saint-Régis an der Fifth Avenue, wo Maura senior residiert und merkwürdig wenig Interesse an Ankunft und Verschwinden seines Sohnes erkennen lässt. Sein junger Sekretär Jos MacGill spielt sich in den Vordergrund und wimmelt den französischen Gast ab. Maigret sucht Unterstützung bei Michael O’Brien, einem alten Freund vom FBI, der zwar betont, wegen der amerikanischen Freiheitsrechte nicht selbst im Fall ermitteln zu dürfen, aber Andeutungen über Mauras Vergangenheit macht. Der Millionär kam mit 22 Jahren als französischer Immigrant nach New York und lebte die ersten Jahre unter bescheidenen Verhältnissen in der Bronx. Als Maigret, der seit seiner Ankunft von einer Bande zwielichtiger Gangster beschattet wird, dort aufkreuzt, ist kurz zuvor ein alter Schneider namens Angelino Giacomi überfahren worden, wie es aussieht, um einen Mitwisser aus dem Weg zu räumen. Nun schaltet sich auch die New Yorker Polizei unter Leitung des formalistischen Lieutenants Lewis in die Ermittlungen ein.

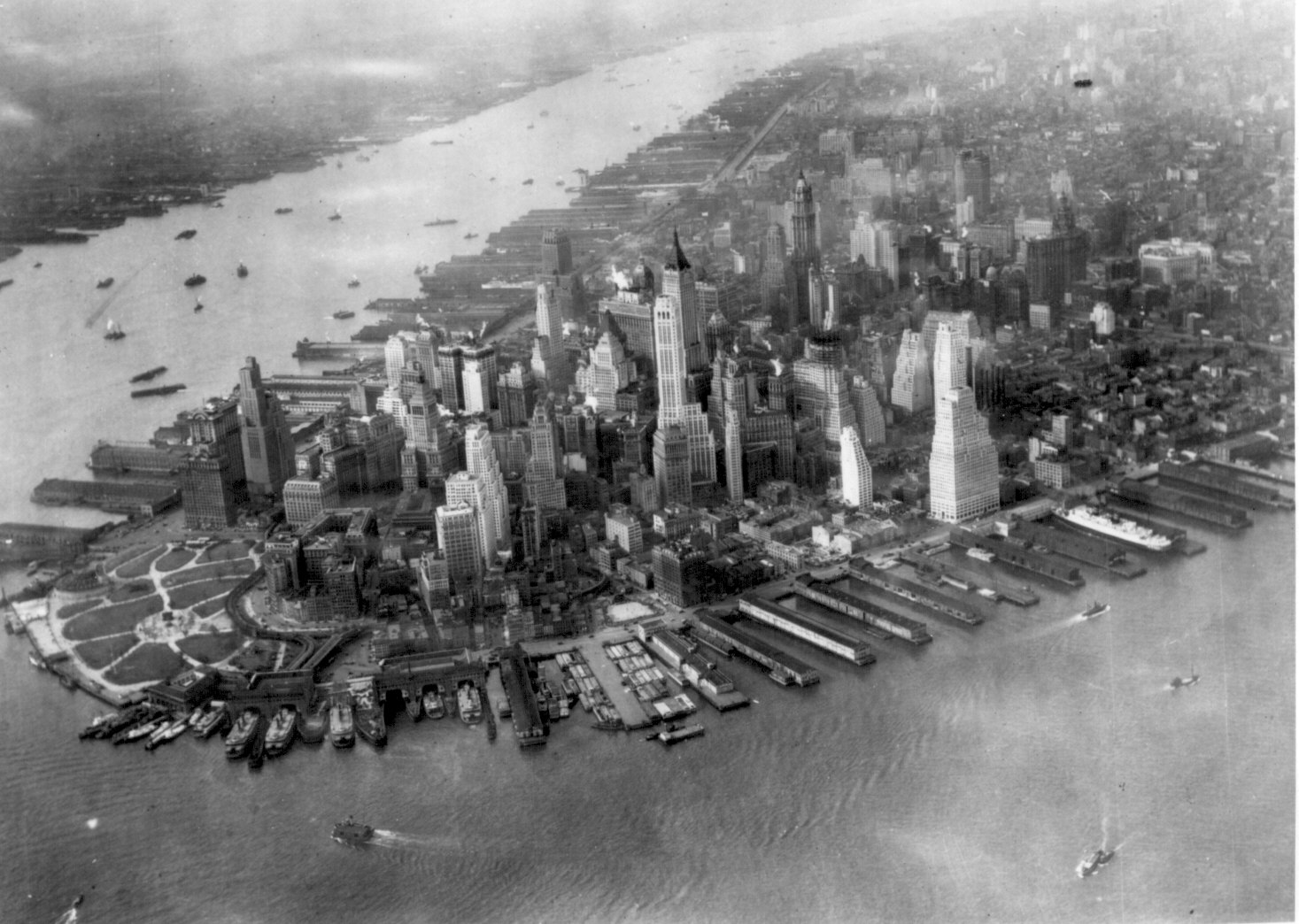
Luftaufnahme von Manhattan (1931)

Maigret, der sich nicht in die Lebensgewohnheiten des fremden Landes einzufinden vermag, heuert den amerikanischen Privatdetektiv Ronald Dexter an, einen ehemaligen Clown, der sich vor allem durch Melancholie und einen Hang zum Alkohol auszeichnet. Dennoch fördern seine Kontakte zum Zirkusmilieu das Vorleben Mauras zutage: Dieser trat in seiner ersten Zeit in Amerika als Geiger in Varietés auf und bildete mit dem Klarinettisten Joseph Daumale das musikalisch-komödiantische Duo J & J. Ein junges Mädchen namens Jessie Dewey wich den beiden Partnern nie von der Seite. Während Maigret Mauras Lebensgeschichte erfährt, ist auch Maura junior wohlbehalten wieder aufgetaucht und reiht sich in die Riege derjenigen ein, die Maigret auffordern, seine Ermittlungen einzustellen. Der ehemalige Kommissar hat allerdings bereits die Fährte eines lange zurückliegenden Verbrechens aufgenommen. Er bittet Maura senior, MacGill und einen schmierigen Journalisten namens Jim Parson in sein Hotel, wie er sie einst in Paris an den Quai des Orfèvres vorgeladen hätte.
Ein Anruf in La Bourboule bei Daumale, der wieder nach Frankreich zurückgekehrt ist und eine Karriere als Dirigent gemacht hat, klärt die Vorgeschichte auf: Maura und Jessie hatten geheiratet und gerade ein Kind gezeugt, als Maura wegen des Todes seines Vaters vorübergehend nach Frankreich zurückkehren musste. In der Zwischenzeit machte sich sein Freund Daumale an Jessie heran und brachte das Kind seines Partners im Heim unter. Später nahm es eine Mrs. MacGill in Pflege. Der zurückgekehrte Maura tötete Jessie aus Eifersucht, eine Tat, an der er sein Leben lang litt. Auch Maigret fühlt Mitleid mit dem alten Maura und sieht im feige lavierende Daumale den eigentlich Schuldigen an der Tragödie. Dieser war es auch, der Parson die alte Geschichte enthüllte. Der Journalist trug sie Jos MacGill zu, Mauras und Jessies Sohn, der unter schlechtem Einfluss einer vierköpfigen Verbrecherbande stand, die sich von der Verwandtschaftsbeziehung finanzielle Vorteile versprach. Zwar erreichten Vater und Sohn bei ihrem Treffen eine Verständigung und Jos arbeitet seither als Sekretär an Mauras Seite, doch sie werden nun von seinen skrupellosen Freunden erpresst, die bereits große Teile von Mauras Vermögen an sich gebracht haben. Sie waren es, die den Tatzeugen Giacomi ermordeten, als Maigrets Ermittlungen ihre kriminellen Geschäfte gefährdeten. Und sie exekutieren auch den vermeintlichen Verräter Parson mit einer Maschinenpistole, kaum dass dieser Maigrets Hotel verlässt. Dass es Lieutenant Lewis gelingt, die Bande festzunehmen, kümmert Maigret bereits nicht mehr. Die Aussagen von gewohnheitsmäßigen Verbrechern interessieren ihn nicht, und er kehrt heim ins Loiretal, wo seine Pflanzensetzlinge auf ihn warten.

## Interpretation
Laut Crystel Pinçonnat folgt Maigret in New York in seinem Aufbau dem Schema aller Maigret-Romane: Ein anfänglicher Erholungszustand wird durch ein Verbrechen und die einsetzenden Ermittlungen des Kommissars beendet. Es folgt eine lange Phase der Niedergeschlagenheit, in der Maigrets Methoden den Umständen der Tat nicht angemessen scheinen. Schließlich gelingt es dem Kommissar doch, sich in das Milieu einzufinden. Er identifiziert sich mit dem Fall und entwickelt Sympathie und Mitgefühl für die involvierten Personen, bis sein Verständnis für die Hintergründe der Tat den Fall aufklärt. Dabei bricht Simenon mit den traditionellen Mechanismen von Kriminalromanen, was Thomas Narcejac auf die Formel bringt: Simenon sei nicht am „Wie“ interessiert, sondern ausschließlich am „Warum“.
Die Besonderheit von Maigret in New York liegt für Pinçonnat in der fremden Umgebung, in die Simenon seinen Kommissar versetzt. Der Titel mit seiner Verbindung des in Paris verwurzelten Maigrets und der Stadt New York wirkt wie ein Oxymoron. Die Fremdheit des Kommissars in der amerikanischen Metropole durchzieht den Roman und äußert sich bereits auf den ersten Seiten: „Er kam sich völlig fehl am Platze vor“. Der Zeichnung New Yorks fehlt jegliche Faszination: „Der Wagen fuhr durch ein schmutziges Viertel mit Häusern von widerwärtiger Hässlichkeit. War das New York?“ Maigret nimmt der Stadt ohne Conciergen gegenüber die Haltung eines Touristen ein, und so sind auch die Beschreibungen pittoresker Örtlichkeiten wie der Fifth Avenue oder Greenwich Villages die eines unbeteiligten Flaneurs. Zu einer gewissen Vertrautheit findet Maigret erst, als er vom Luxushotel Saint-Régis in das schäbige Berwick am Broadway umzieht, wo die Ausstattung ist, „wie man sie in jedem möblierten Zimmer in jeder Stadt der Welt findet.“ Erst als die Stadt für Maigret ihre Eigenart verliert, als es ihm gelingt, die Außenwelt vollständig auszublenden, kann er sich auf die Personen konzentrieren, sich in sie einfühlen und „selbst zu Little John werden“.
In Maigret in New York dekonstruiert Simenon nicht nur den Mythos von Amerika und New York, er macht für Pinçonnat auch tabula rasa mit dem Mythos des amerikanischen Kriminalromans. Die Exotik des roman noir findet in Maigrets Welt keinen Platz und zeigt sich lediglich in einigen ironischen Versatzstücken wie etwa der Beschreibung eines ehemaligen Boxers: „Bill leitete die Aktion, energisch seinen Kaugummi kauend, den Hut im Genick wie in alten Filmen.“ Dabei ist der Film, den Maigret zur Einstimmung auf das entscheidende Verhör anschaut, gerade kein film noir, sondern eine Komödie von Laurel und Hardy. Wie die meisten Maigret-Romane erweist sich Maigret in New York als Verteidigung der berühmten Methode des Kommissars gegenüber ihren Kritikern, in diesem Fall seiner amerikanischen Kollegen. Maigrets Methode beweist ihre Universalität und Allgemeingültigkeit. Unabhängig von geographischen Örtlichkeiten und sozialen Masken interessiert er sich für etwas Unveränderliches: den „nackten“ Menschen.

## Hintergrund
Nach dem Ende des Zweiten Weltkriegs und der Befreiung Frankreichs kehrte Simenon aus dem Westen Frankreichs, in dem die Familie während des Vichy-Regimes gelebt hatte, wieder zurück nach Paris. Er hatte den Plan gefasst, nach Amerika auszuwandern und schrieb, während er die nötigen Formalitäten erledigte, mehrere Romane, darunter den ersten Nachkriegs-Maigret-Roman Maigret regt sich auf. Am 5. Oktober 1945 kam Simenon mit seiner Familie in New York an, wo er zehn Tage verbrachte, ehe er ins frankophone Kanada nach Sainte-Marguerite-du-Lac-Masson, nordwestlich von Montreal weiterreiste. Hier schrieb Simenon im Januar 1946 seinen ersten Roman auf dem amerikanischen Kontinent Drei Zimmer in Manhattan. Der autobiografisch inspirierte Roman basierte auf der wenige Wochen zurückliegenden Begegnung Simenons mit seiner zweiten Ehefrau und wühlte Simenon derart auf, dass er, zur Entspannung wie Pierre Assouline anmerkt, den Roman Maigret in New York anschloss.
Für Stanley G. Eskin ließ Simenon, nachdem er sich selbst auf dem amerikanischen Kontinent eingerichtet hatte, seinen Kommissar Maigret „nachkommen“ und war derart neugierig, „wie Maigret auf einen Ort wie New York City reagieren könnte“, dass er Fragen der Plausibilität hintanstellte, etwa ob ein pensionierter Kommissar sich tatsächlich zu einer 3000-Meilen-Reise über den Ozean bereitfände, an deren Ende bloß ein unangenehmer Auftrag auf ihn wartet. Die Aufenthalte des Schriftstellers und seiner Romanfigur in der amerikanischen Metropole weisen einige Parallelen auf, angefangen von beider Schiffsankunft bis zu ihren geringen Englischkenntnissen. Simenon war in New York auf die Hilfe eines Freundes, des Literaturprofessors Justin O’Brien, angewiesen. Denselben Nachnamen trägt auch Michael O’Brien, der FBI-Kollege Maigrets. Das Hotel Saint-Régis im Roman ist – wie bereits das Hotel Majestic in Maigret und die Keller des „Majestic“ – eine Kombination aus dem Namen eines realen Hotels St. Regis und dem Ambiente des Drake Hotels in der Park Avenue, in dem Simenon selbst abgestiegen war.

## Rezeption
Tilman Spreckelsen beschrieb Maigret in New York in seinem Maigret-Marathon: „Unbehaglich ist das alles: Die Straßen, die buchstäblich mörderischen Autos, die fremde Sprache und vor allem diese merkwürdigen Menschen! Doch das Drama, das sich nach und nach vor Maigrets Augen enthüllt, könnte sich genauso gut in Paris abgespielt haben, vielleicht etwas weniger brutal, aber eben so schmerzlich.“ Typisch für Simenon sei, dass „die Kinder dieser schuldig gewordenen Träumer“ den Anstoß zur Aufdeckung des lange zurückliegenden Verbrechens geben. Hans Reimann befand: „Simenons Mangel an Sensationellem hat etwas Sensationelles. Er versteht es, Aufregendes so spießig vorzutragen, daß man sich wie im Großvaterstuhl fühlt.“
Die Saturday Review fasste den Roman 1955 in Kurzform zusammen: „Ex der Sûreté führt ein leichtes Leben auf dem Land, erhält einen Ruf aus Manhattan zu einer Suche als Privatdetektiv. Die Akklimatisation des Helden ist hübsch behandelt, die Geschichte hat ihre Wurzeln in ferner Vergangenheit. Hält seine Höhe.“ Jon L. Breen stellte die allgemeine Frage, ob Seriendetektive, die man mit einer bestimmten Lokalität verknüpft, auf Reisen geschickt werden sollten. Die schlechtesten Ergebnisse zeitigten für ihn dabei europäische Detektive in Amerika. Insbesondere Maigret in New York’s Underworld sei „der schwächste Roman von Simenon, den ich je gelesen habe“. Für Books on Trial war derselbe Roman 1954 dagegen „der beste unter den jüngten Veröffentlichungen“ der Reihe Crime Club Selection.
Maigret à New York entwickelte sich gerade in Amerika zu einem Bestseller unter Simenons Werken. Im Jahr 1958 hatten sich von der amerikanischen Übersetzung Maigret in New York’s Underworld über 230.000 Exemplare verkauft. Auch in Frankreich führte der Roman 1962 mit 92.000 Exemplaren die Verkaufsliste von Simenons Büchern an. Die Romanvorlage wurde 1990 im Rahmen der TV-Serie Les Enquêtes du commissaire Maigret mit Jean Richard als Maigret verfilmt.

## Ausgaben
- Georges Simenon: Maigret à New York. Presses de la Cité, Paris 1947 (Erstausgabe).
- Georges Simenon: Maigret in New York. Übersetzung: Bernhard Jolles. Kiepenheuer & Witsch, Köln 1956.
- Georges Simenon: Maigret in New York. Übersetzung: Bernhard Jolles. Heyne, München 1967.
- Georges Simenon: Maigret in New York. Übersetzung: Bernhard Jolles und Henriette Bonhoeffer. Diogenes, Zürich 1985, ISBN 3-257-21308-5.
- Georges Simenon: Maigret in New York. Sämtliche Maigret-Romane in 75 Bänden, Band 27. Übersetzung: Henriette Bonhoeffer. Diogenes, Zürich 2008, ISBN 978-3-257-23827-3.